# Ma che freddo fa
Ma che freddo fa è un brano musicale con testo di Franco Migliacci e musica di Claudio Mattone.

## Descrizione

### Storia
Il brano fu presentato al Festival di Sanremo 1969 da Nada, che con questo brano debuttò al festival all'età di 15 anni, in doppia esecuzione con i Rokes e si classificò al 5º posto. 
Nada la incise nel 45 giri Ma che freddo fa/Una rondine bianca, che raggiunse la vetta della hit parade italiana e vi rimase per cinque settimane, mentre i Rokes nel 45 giri Ma che freddo fa/Per te, per me, che riscosse meno successo.
Ma che freddo fa è considerato il cavallo di battaglia di Nada.

### Cover e adattamenti
Mina pubblicò, sempre nel 1969, un 45 giri con due brani partecipanti al Festival di Sanremo di quell'anno Un'ora fa/Ma che freddo fa (PDU, PLD 1017). Essi furono ripubblicati su album solo trent'anni più tardi, nel 1998, inclusi nella raccolta Mina Sanremo.
Nel 1969 The Rokes incisero una cover del brano (RCA Italiana, AN 4172) che fu inserita, nel 1993, nell'album "Dal vivo al Teatro Parioli 1969" (BMG Ariola S.p.A., 74321-12265-2).
Nel 1995 la cantante Beatrice Magnanensi, vocalist per Cristina Aranci, ha eseguito una cover inclusa nella compilation Non è la Rai gran finale.
Nel dicembre del 2000, gli Avion Travel pubblicano l'album Storie d'amore, (Insieme, 300 745 2) all'interno del quale, insieme con altri otto brani, di cui uno inedito, è presente una loro versione del pezzo di Migliacci-Mattone.
Nel 2008, Giusy Ferreri ha pubblicato il brano all'interno dell'EP Non ti scordar mai di me (Ricordi, 88697338122).
Nel Sanremo 2013, il brano è di nuovo interpretato da Max Gazzè, nella serata dedicata alla storia del Festival di Sanremo.
Nel 2016 Las Vegas Band incide la versione moderato-Cumbia per l'album Le belle canzoni - Vol. 2 (Vocalsound, VSCD523).
Il brano è interpretato anche da Tecla Insolia nel film TV La bambina che non voleva cantare del 2021.
Nello stesso anno il cantautore siciliano Mario Venuti ne registra una cover, pubblicandola come primo singolo estratto dal suo album di cover Tropitalia, uscito il 17 settembre 2021.

#### L'adattamento in francese
Nel 1969 Dalida ha interpretato il brano in francese con testo di Serge Lebrail e con il titolo Et pourtant j'ai froid (Barclay, 71362), inserito nella compilation della 1991 dal titolo Les années Barclay (Barclay, 7 31451).

### Nel cinema
Il brano è stato utilizzato come colonna sonora dei film:
- La finestra di fronte di Ferzan Özpetek (2003);
- Mio fratello è figlio unico di Daniele Luchetti (2007);
- Raw - Una cruda verità, film horror franco-belga di Julia Ducournau (2016).